# 76
Năm 76 là một năm trong lịch Julius. 